# Józef Zawitkowski

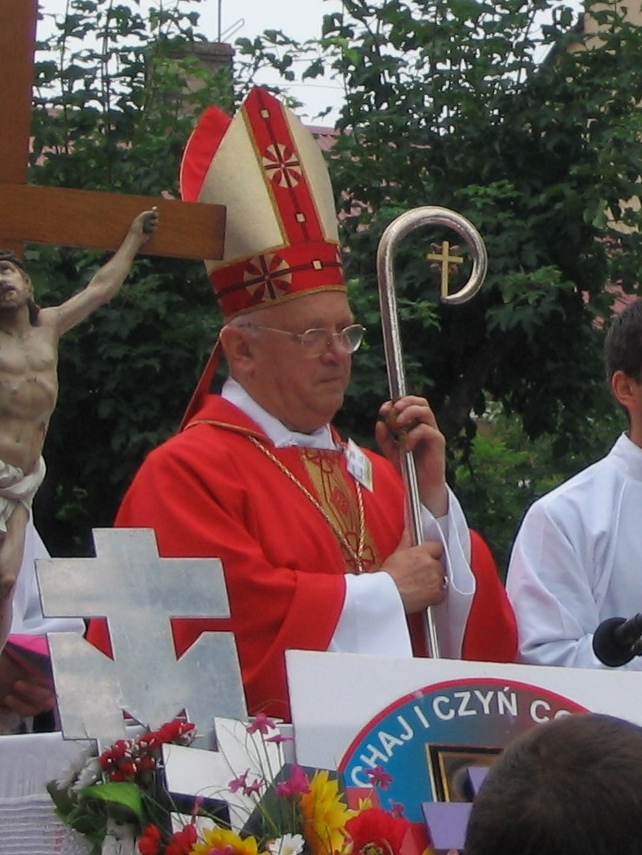

Józef Zawitkowski (* 23. November 1938 in Wał; † 29. Oktober 2020) war ein polnischer römisch-katholischer Geistlicher und Weihbischof in Łowicz.

## Leben
Józef Zawitkowski studierte 1956 bis 1962 Philosophie und Theologie am Diözesanseminar in Warschau. Der Erzbischof von Warschau und von Gnesen, Stefan Kardinal Wyszynski, spendete ihm am 20. Mai 1962 in der Warschauer Johanneskathedrale die Priesterweihe für das Erzbistum Warschau. 1966 absolvierte er ein Musikstudium am Musica-Sacra-Institut in Anin. In den Jahren 1967 bis 1970 studierte er an der Katholischen Theologischen Akademie in Warschau in der Abteilung für Kirchenmusik und schloss sein Studium mit einem Magister ab. 1970 wurde er Lehrer am Musica-Sacra-Institut in Anin. Von 1971 bis 1982 leitete er Organistenausbildung des Erzbistums Warschau.
Papst Johannes Paul II. ernannte ihn am 26. Mai 1990 zum Weihbischof in Warschau und Titularbischof von Ausana. Die Bischofsweihe spendete ihm der Erzbischof von Warschau und Gnesen, Józef Kardinal Glemp, am 9. Juni desselben Jahres; Mitkonsekratoren waren Damian Zimoń, Bischof von Katowice, und Władysław Miziołek, Weihbischof in Warschau. Als Wahlspruch wählte er Servus et filius ancillae.
Am 25. März 1992 wurde er zum Weihbischof in Łowicz ernannt. In der polnischen Bischofskonferenz gehörte er in den 1990er Jahren der Liturgischen Pastoralkommission an, in der er Vorsitzender des Unterausschusses für Kirchenmusik war.
Am 9. Dezember 2013 nahm Papst Franziskus sein Rücktrittsgesuch an.

## Auszeichnungen
- Komtur des Ordens Polonia Restituta (1995)
- Gloria-Artis-Medaille für kulturelle Verdienste in Silber (2007)
- Ehrenbürgerschaften von Skierniewice (1997), Łowicz (1998), Nowe Miasto nad Pilicą (2000), Lipce Reymontowskie (2006), Warschau (2008) und Rawa Mazowiecka (2010)